# Helmovka zoubkatá
Helmovka zoubkatá (Mycena pelianthina) je druh houby z čeledi helmovkovité (Mycenaceae).

## Znaky
Klobouk má 1–6,5 cm v průměru, v mládí zvoncovitý je později plochý, různě zprohýbaný, výrazně nasakuje vodu. Pokožka je krémově, šedavě až hnědavě fialová, okraje jsou zbarveny růžově až růžovofialově.
Lupeny jsou světle vínové, šedavě až světle fialové, u třeně jsou dosahující, na klobouku jsou hustě uspořádané, ostří je jemně, tmavě zoubkované. Výtrusný prach je bílý.
Třeň je 2,5–7 cm dlouhý, válcovitý, dutý, stejné barvy co klobouk, často se kroutí, báze je bíle vláknitá.
Dužnina je bílá nebo šedavé, chuť i vůně připomíná ředkev s dusičným nádechem.

## Užití
Jedovatá houba.

## Ekologie
Od června do listopadu roste tato helmovka nehojně, solitérně či ve skupinkách, ve výše položených listnatých lesích, preferuje hlohy, duby, olše a buky, vzácněji roste i pod smrky.

## Rozšíření
Druh je rozšířen v oblastech Evropy a Severní Ameriky.

## Galerie

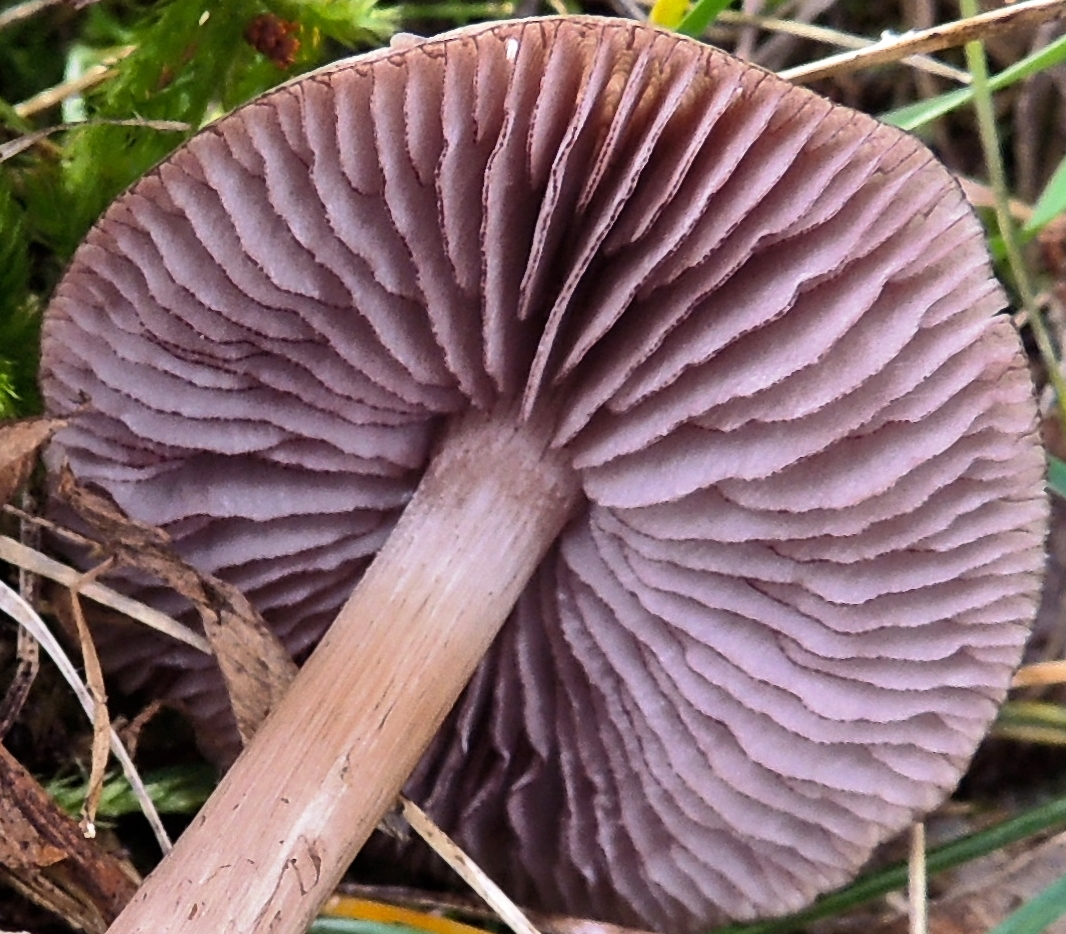
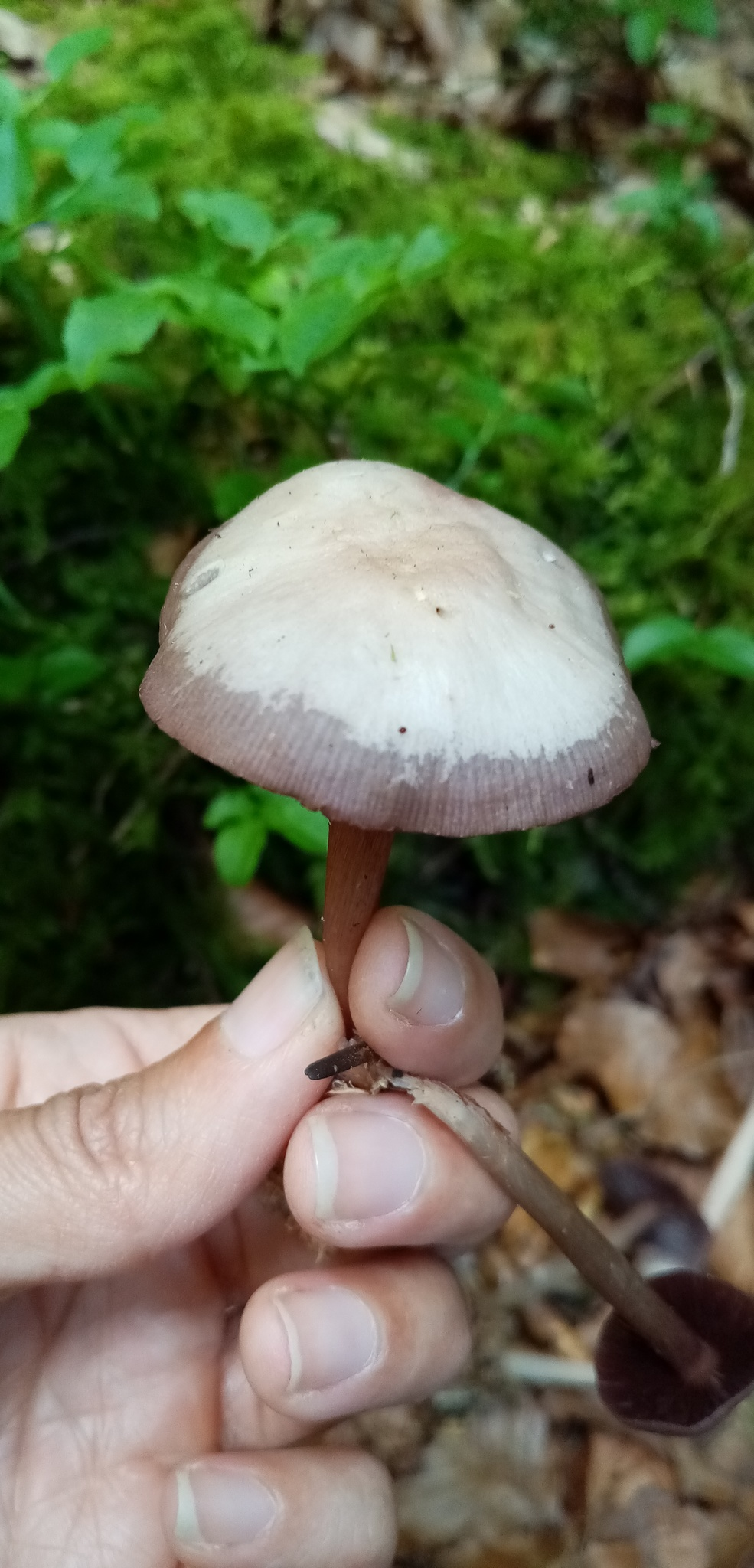
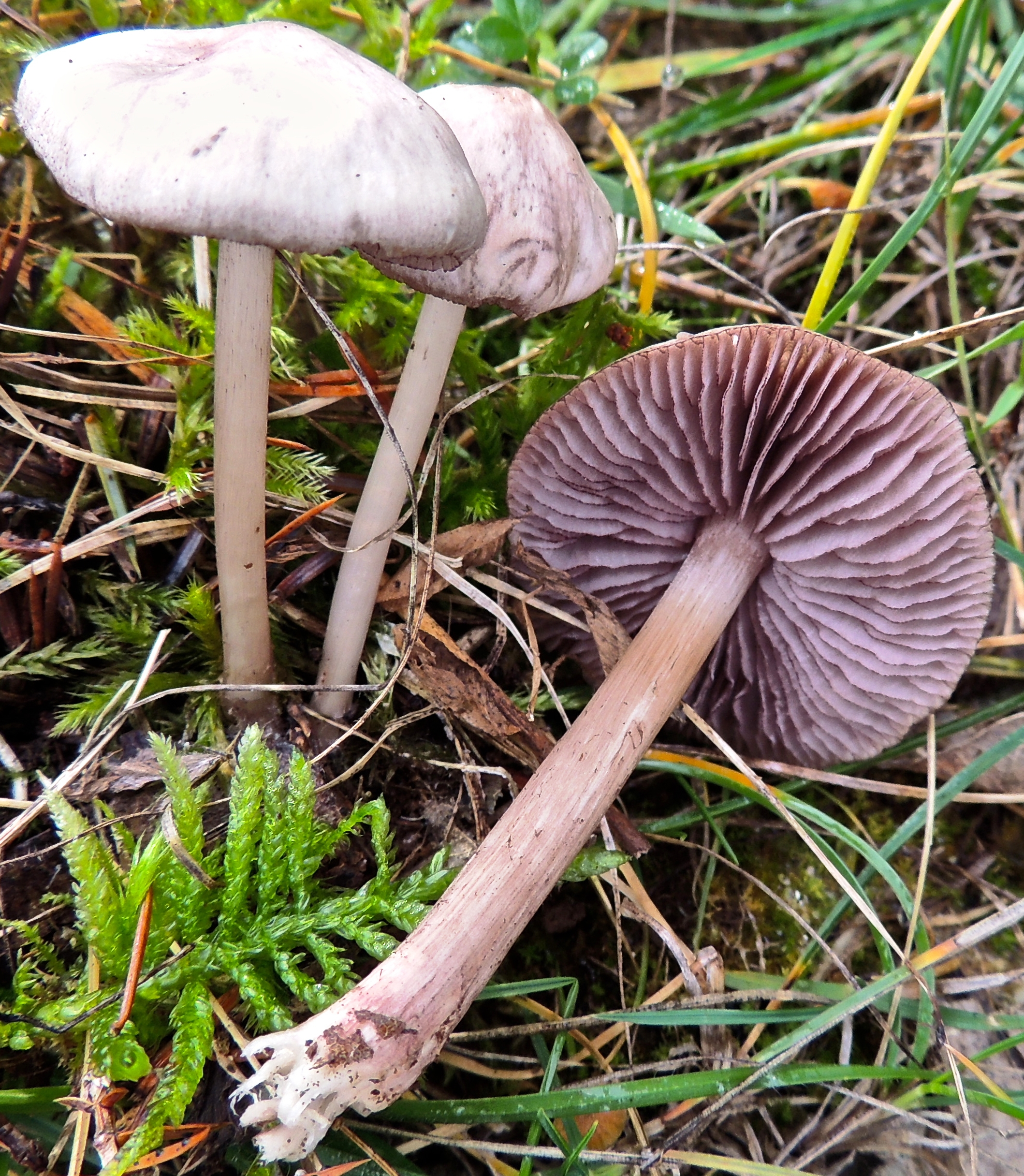
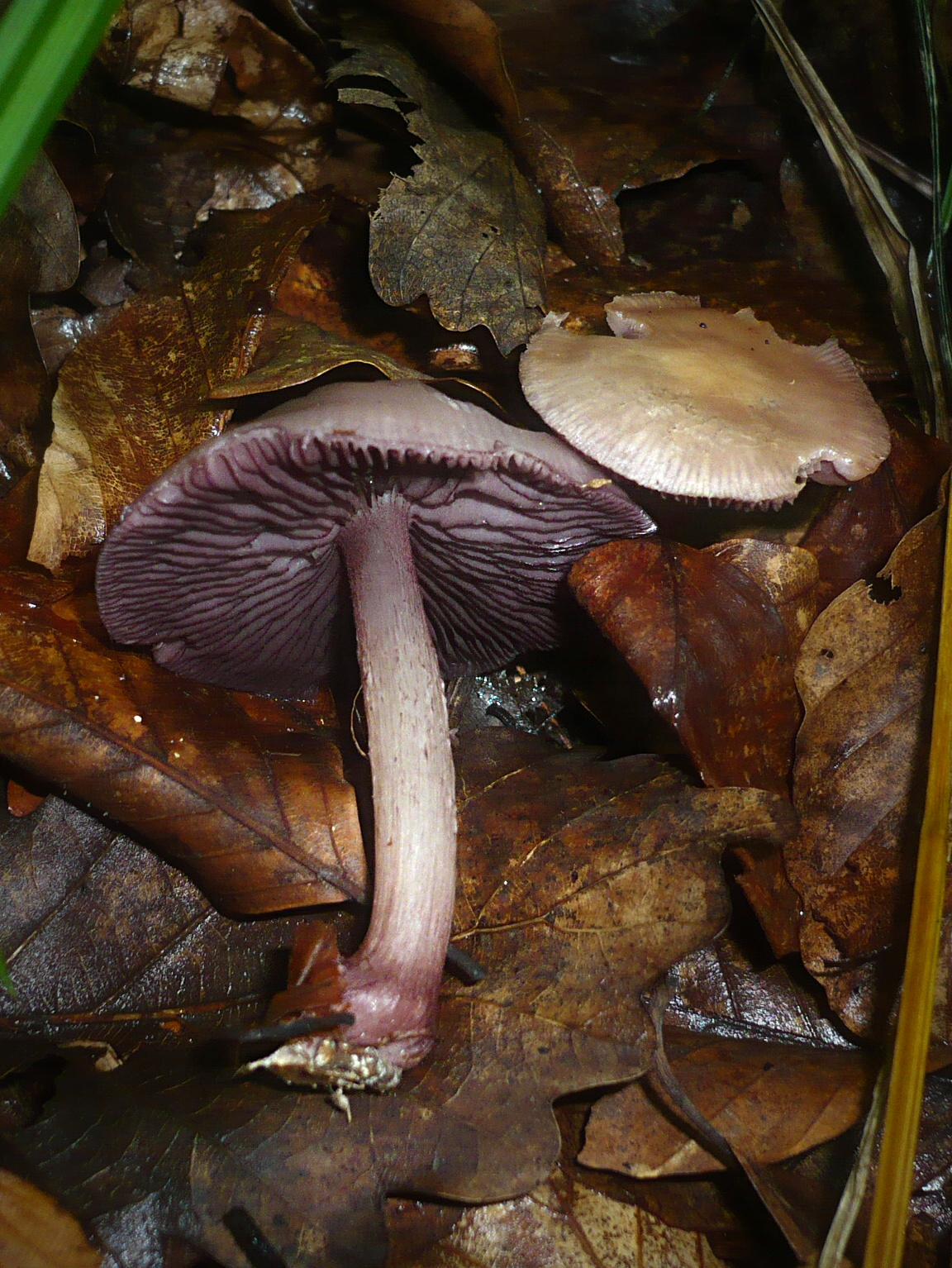

## Možnost záměny
- Helmovka ředkvičková (Mycena pura)[1]